# فرانك ستريت
فرانك ستريت (بالإنجليزية: Frank Street)‏ (31 مايو 1870 في المملكة المتحدة - 7 يوليو 1916) هو لاعب كريكت بريطاني (وحمل سابقاً جنسية المملكة المتحدة لبريطانيا العظمى وأيرلندا). لعب مع نادي مقاطعة ساسكس للكريكت ‏.

## وصلات خارجية
- فرانك ستريت على موقع إي آس بي آن كريك إنفو (الإنجليزية)